# Georgi Awramow
Georgi Awramow (ur. 5 września 1983, zm. 19 sierpnia 2024) – bułgarski piłkarz  występujący na pozycji pomocnika.